# Asphodelus ayardii
Asphodelus ayardii là một loài thực vật có hoa trong họ Thích diệp thụ. Loài này được Jahand. & Maire miêu tả khoa học đầu tiên năm 1925.